# 피터 프레이저 (1884년)
피터 프레이저(영어: Peter Fraser, 1884년 8월 28일~1950년 12월 12일)는 뉴질랜드의 정치인으로서, 제24대 뉴질랜드의 총리이다. 뉴질랜드 노동당 정치인들 중에서 중요한 인물 중 한명으로 여겨지는 그는 역대 노동당 출신 총리 중에서 오래 재임한 총리 중 한 명이었다.
프레이저는 스코틀랜드 하일랜드(스코틀랜드 고지) 출신으로 가족을 부양하기 위해 일찍 교육을 마쳤다. 1908년 런던에서 일하던 프레이저는 독립노동당(Independent Labour Party)에 입당했으나 실업으로 인해 1910년 뉴질랜드로 이민을 가게 되었다. 오클랜드에 도착하자마자 하역업자로 취직하였고 뉴질랜드 사회당(New Zealand Socialist Party)에 입당하면서 노조 정치에 관여하게 되었다. 1916년 프레이저는 통일노동당 창당 작업에 참여하였다. 그는 제1차 세계대전 당시 징병 반대 발언을 한 뒤 소요죄로 1년형을 선고받고 복역했다. 1918년 프레이저는 웰링턴 보궐선거(1918 Wellington Central by-election)에서 승리하여 하원이 되었다.
프레이저는 후에 내각 장관이 되는 1935년 마이클 조지프 새비지 밑에서 일하게 되었다. 그는 여러 포트폴리오를 가지고 있었고, 사회 개혁을 위해 필수적인 것으로 여겨지는 교육에 특별한 관심을 가지고 있었다. 보건장관으로서 1938년 사회보장법을 도입하여 보편적 건강보장 서비스를 설립하였다. 프레이저는 새비지가 집권한 후 노동당 당대표가 되었고 새비지 사후 총리가 되었다.
프레이저는 제2차 세계 대전 당시 뉴질랜드 물자와 자원봉사자를 동원해 영국을 지원하면서 경제를 활성화시키고 자국 전선의 사기를 유지한 것으로 가장 잘 알려져 있다. 그는 과거 몇몇 정적들을 포함하는 전쟁 내각을 구성했다. 노동당은 1943년 선거에서 큰 손실을 입었지만, 그 당은 과반수를 유지했다.
전쟁 이후 프레이저는 '신' 영연방 문제에 적극적이었으며 뉴질랜드의 국제적 위상을 높인 공로를 인정받고 있다. 프레이저는 비록 과반수를 더 줄였음에도 불구하고 1946년 그의 당을 4연속 선거 승리로 이끌었다. 계속되는 부족을 포함한 전쟁의 여파는 그의 정부의 인기에 영향을 미치고 있었다. 노동당과 프레이저 정부는 1949년 선거에서 패배했고, 최초의 뉴질랜드 국민당 정부가 뒤를 이었다.

## 역대 선거 결과
| 선거명      | 직책명                                    | 대수 | 정당            | 득표율 | 득표수   | 결과 | 당락                        |
| ----------- | ----------------------------------------- | ---- | --------------- | ------ | -------- | ---- | --------------------------- |
| 1918년 선거 | 하원의원 (웰링턴 센트럴 선거구)           | 19대 | 뉴질랜드 노동당 | 56.54% | 2,668표  | 1위  | 웰링턴 센트럴 하원의원 당선 |
| 1919년 선거 | 하원의원 (웰링턴 센트럴 선거구)           | 20대 | 뉴질랜드 노동당 | 57.33% | 4,486표  | 1위  | 웰링턴 센트럴 하원의원 당선 |
| 1922년 선거 | 하원의원 (웰링턴 센트럴 선거구)           | 21대 | 뉴질랜드 노동당 | 64.73% | 5,827표  | 1위  | 웰링턴 센트럴 하원의원 당선 |
| 1923년 선거 | 웰링턴 시장                               | 21대 | 뉴질랜드 노동당 | 41.24% | 10,603표 | 2위  | 낙선                        |
| 1925년 선거 | 하원의원 (웰링턴 센트럴 선거구)           | 22대 | 뉴질랜드 노동당 | 64.02% | 5,459표  | 1위  | 웰링턴 센트럴 하원의원 당선 |
| 1928년 선거 | 하원의원 (웰링턴 센트럴 선거구)           | 23대 | 뉴질랜드 노동당 | 60.81% | 7,353표  | 1위  | 웰링턴 센트럴 하원의원 당선 |
| 1931년 선거 | 하원의원 (웰링턴 센트럴 선거구)           | 24대 | 뉴질랜드 노동당 | 57.26% | 6,308표  | 1위  | 웰링턴 센트럴 하원의원 당선 |
| 1933년 선거 | 웰링턴 지방의원 (웰링턴 선거구)           | -대  | 뉴질랜드 노동당 | 48.64% | 11,607표 | 1위  | 웰링턴 시의원 당선          |
| 1933년 선거 | 웰링턴 지방의원 (웰링턴 하버 보드 선거구) | -대  | 뉴질랜드 노동당 | 57.79% | 13,068표 | 1위  | 웰링턴 시의원 당선          |
| 1935년 선거 | 웰링턴 지방의원 (웰링턴 하버 보드 선거구) | -대  | 뉴질랜드 노동당 | 66.30% | 25,428표 | 1위  | 웰링턴 시의원 당선          |
| 1935년 선거 | 하원의원 (웰링턴 센트럴 선거구)           | 25대 | 뉴질랜드 노동당 | 69.43% | 7,673표  | 1위  | 웰링턴 센트럴 하원의원 당선 |
| 1938년 선거 | 하원의원 (웰링턴 센트럴 선거구)           | 26대 | 뉴질랜드 노동당 | 62.86% | 9,376표  | 1위  | 웰링턴 센트럴 하원의원 당선 |
| 1943년 선거 | 하원의원 (웰링턴 센트럴 선거구)           | 27대 | 뉴질랜드 노동당 | 46.12% | 6,822표  | 1위  | 웰링턴 센트럴 하원의원 당선 |
| 1946년 선거 | 하원의원 (브루클린 선거구)                | 28대 | 뉴질랜드 노동당 | 65.75% | 8,216표  | 1위  | 브루클린 하원의원 당선      |
| 1949년 선거 | 하원의원 (브루클린 선거구)                | 29대 | 뉴질랜드 노동당 | 63.91% | 7,176표  | 1위  | 브루클린 하원의원 당선      |